# 愛知県道・長野県道10号設楽根羽線
愛知県道・長野県道10号設楽根羽線（あいちけんどう・ながのけんどう10ごう したらねばせん）は、愛知県北設楽郡設楽町と長野県下伊那郡根羽村を結ぶ県道（主要地方道）である。

## 概要
伊那街道の一部で、1954年（昭和29年）に指定された第1次主要地方道の路線の一つである。設楽ダムの建設に伴い設楽町内の一部区間が水没する予定のため付替道路が建設中である。

### 路線データ
- 路線認定
  - 起点：愛知県北設楽郡設楽町
  - 終点：長野県下伊那郡根羽村[2]
  - 重要な経過地： なし
- 道路の区域
  - 起点：愛知県北設楽郡設楽町小松（国道257号交点）
  - 終点：長野県下伊那郡根羽村1987番の1地先（国道153号交点）[3]
  - 総延長：約25km
  - 実延長距離：愛知県 -km、長野県 6.6357 km[3]
- 道路法第7条第1項該当号：5号[4]

## 歴史
- 1920年（大正9年）4月1日：県道飯田豊橋線の認定[5]。
- 1936年（昭和11年）：県道豊橋飯田線が内務省指定県道となる。
- 1954年（昭和29年）1月20日：建設省（現・国土交通省）が、愛知県道豊橋飯田線の一部（起点 - 長野県界）、長野県道飯田豊橋線の一部（ - 終点）を主要地方道田口根羽線に指定[6]。
- 1955年（昭和30年）2月3日：長野県道田口根羽線の認定[7]。
- 1956年（昭和31年）
  - 4月14日：愛知県が路線認定。
  - 9月30日：北設楽郡田口町が段嶺村、名倉村等と合併し設楽町設置。
- 1963年（昭和38年）4月1日：長野県道設楽根羽線へ変更[2]。
- 1964年（昭和39年）12月28日：主要地方道設楽根羽線の指定[8]。
- 1972年（昭和47年）5月12日 - 両県で整理番号を「10」へ統一。
- 1993年（平成5年）5月11日：建設省から、主要県道設楽根羽線が設楽根羽線として主要地方道に指定される[9]。
- 2013年（平成25年）8月18日：北設楽郡設楽町内の付替道路が着工[10]。
  - 延長約4.8 km。1つのトンネル、8つの橋梁を含む。

## 路線状況

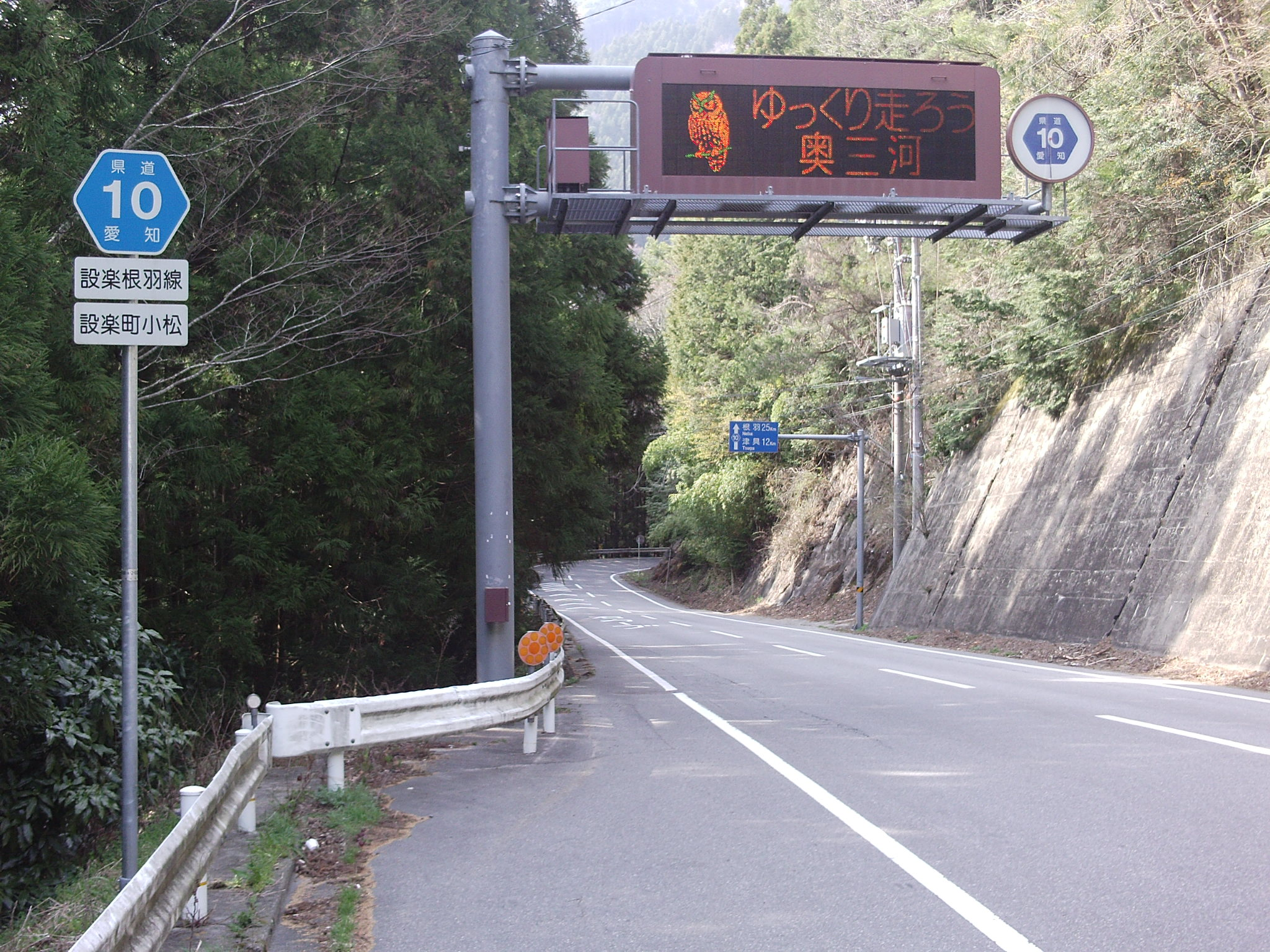
設楽大橋の近く。この区間は設楽ダムが計画通り建設されると水没する予定。（愛知県北設楽郡設楽町）

### 別名
- 伊那街道（設楽町）

### 重複区間
- 愛知県道427号坂宇場津具設楽線（北設楽郡設楽町津具）
- 愛知県道80号東栄稲武線（北設楽郡設楽町津具）
- 長野県道46号阿南根羽線（下伊那郡根羽村上町 - 下伊那郡根羽村下町）

### 道の駅
- 道の駅つぐ高原グリーンパーク

## 地理

### 通過する自治体
- 愛知県
  - 北設楽郡設楽町
- 長野県
  - 下伊那郡根羽村

### 交差する道路

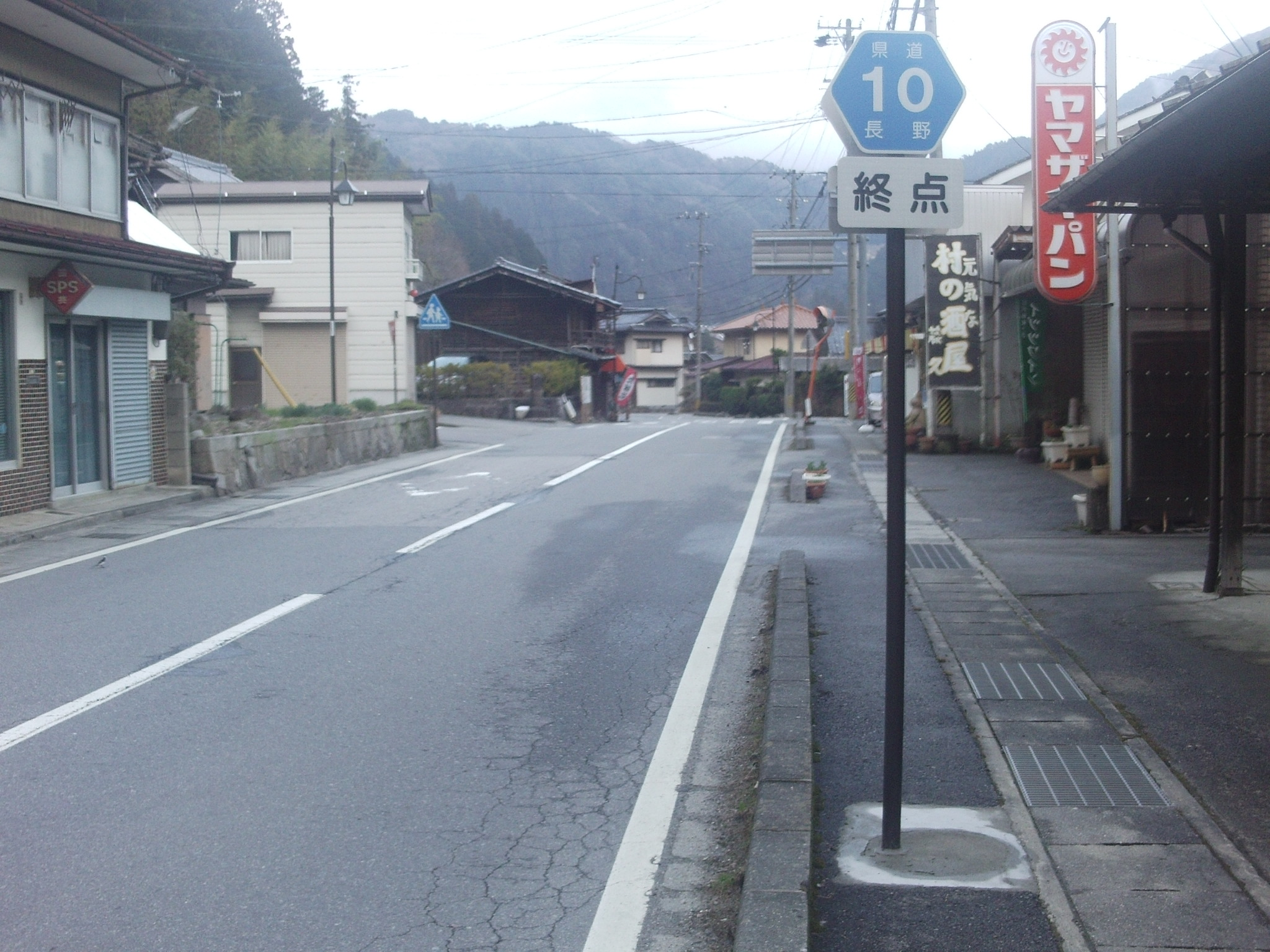
終点（長野県下伊那郡根羽村）

- 国道257号（北設楽郡設楽町田口・設楽大橋東交差点、起点）
- 愛知県道432号小松田口線（北設楽郡設楽町小松）
- 愛知県道427号坂宇場津具設楽線（北設楽郡設楽町津具南大桑）
- 愛知県道427号坂宇場津具設楽線（北設楽郡設楽町津具大桑）
- 愛知県道80号東栄稲武線（北設楽郡設楽町津具下町）
- 愛知県道80号東栄稲武線（北設楽郡設楽町津具下町、下町交差点）
- 愛知県道426号・静岡県道287号津具大嵐停車場線（北設楽郡設楽町津具上町）
- 愛知県道507号茶臼山高原設楽線 茶臼山高原道路（北設楽郡設楽町津具・折元IC）
- 長野県道46号阿南根羽線（下伊那郡根羽村上町）
- 長野県道46号阿南根羽線（下伊那郡根羽村下町）
- 国道153号（下伊那郡根羽村下町、終点）

### 沿線・周辺
- 設楽大橋：起点至近国道257号の橋、1973年竣工
- 設楽町津具総合支所
- 折元峠（標高910m：折元IC付近）
- 道の駅つぐ高原グリーンパーク
- 根羽村立義務教育学校根羽学園